# Bartosz Borowski

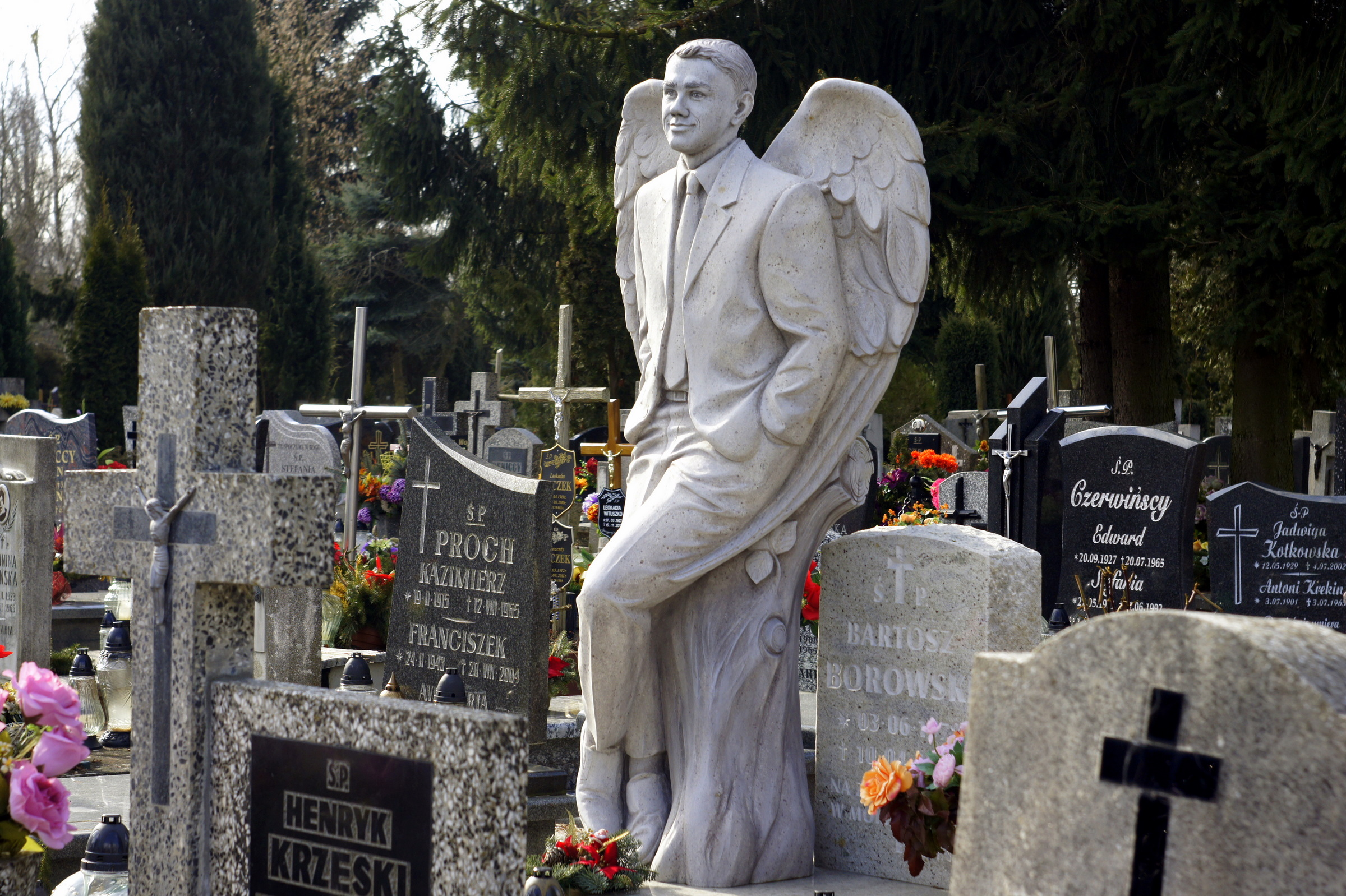
Grób Bartosza Borowskiego

Bartosz Franciszek Borowski (ur. 3 czerwca 1978 w Gorzowie Wielkopolskim, zm. 10 kwietnia 2010 w Smoleńsku) – jeden z przedstawicieli Federacji Rodzin Katyńskich wchodzący w skład polskiej delegacji na uroczystości rocznicowe w Katyniu w Rosji, który zginął 10 kwietnia 2010 roku w katastrofie polskiego samolotu Tu-154 w Smoleńsku w drodze na obchody 70. rocznicy zbrodni katyńskiej.

## Życiorys
Prawnuk podporucznika Franciszka Popławskiego, oficera batalionu Korpusu Ochrony Pogranicza w Łużkach, zamordowanego w 1940 roku w Katyniu, wnuk Anny Marii Borowskiej, syn Danuty i Franciszka Borowskich, brat Kamila.
Był absolwentem studiów inżynierskich na Akademii Rolniczej w Szczecinie. Pracował jako kierowca ciężarówki. Był związany z Gorzowską Rodziną Katyńską, w której działała również jego babka, Anna Maria Borowska. Wraz z nią wszedł w skład delegacji na uroczystości 70. rocznicy zbrodni katyńskiej w charakterze przedstawiciela Federacji Rodzin Katyńskich. 
Po katastrofie w Smoleńsku trumna z jego ciałem, zidentyfikowanym przez żonę, Ewelinę Sierpień-Borowską i brata Kamila, po obrączce, została sprowadzona do Polski w dniu 15 kwietnia 2010, gdy do Polski przewieziono trumny ze zwłokami 34 ofiar; w uroczystości powitania na lotnisku Okęcie w Warszawie wziął udział m.in. prezes Rady Ministrów Donald Tusk.
16 kwietnia 2010 roku Bartosz Borowski został pośmiertnie odznaczony Krzyżem Kawalerskim Orderu Odrodzenia Polski. 20 kwietnia 2010 został pochowany wraz z Anną Marią Borowską na Cmentarzu Komunalnym w Gorzowie Wielkopolskim. W pogrzebie, mającym charakter państwowy i odbywającym się zgodnie z ceremoniałem wojskowym, uczestniczyła m.in. reprezentująca rząd minister pracy i polityki społecznej Jolanta Fedak; poprzedziła go msza w Katedrze Wniebowzięcia NMP w Gorzowie, celebrowana przez biskupa diecezjalnego zielonogórsko-gorzowskiego Stefana Regmunta, który w wygłoszonej homilii przypomniał sylwetki zmarłych diecezjan.
1 kwietnia 2011 roku w kościele Najświętszego Serca Pana Jezusa w parafii pod tym wezwaniem przy ul. Chodkiewicza w Gorzowie Wielkopolskim odsłonięto tablicę pamiątkową upamiętniającą Annę Marię Borowską i Bartosza Borowskiego, ufundowaną przez Sybiraków z Kół Oddziału Związku Sybiraków w Gorzowie Wielkopolskim oraz Gorzowską Rodzinę Katyńską.
Jego ciało wraz z ciałem jego babki zostało ekshumowane 5 grudnia 2017 w związku z prowadzonym w Prokuraturze Krajowej śledztwem w sprawie katastrofy smoleńskiej.